# Mario Kart Arcade GP
 (juillet 2018).
Si vous disposez d'ouvrages ou d'articles de référence ou si vous connaissez des sites web de qualité traitant du thème abordé ici, merci de compléter l'article en donnant les références utiles à sa vérifiabilité et en les liant à la section « Notes et références ».
Mario Kart Arcade GP (マリオカート アーケードグランプリ) est un jeu vidéo de course sur borne d'arcade, faisant partie de la série Mario Kart. Sorti à la fin de l'année 2005, il est issu d'une collaboration entre Nintendo, Sega et Namco (comme pour F-Zero AX).
Il est possible de jouer jusqu'à 4 joueurs simultanément. Le jeu propose 6 championnats de 2 courses chacun ainsi que 11 personnages possédant des caractéristiques et objets uniques. Parmi les personnages inédits de la série, on trouve Pac-Man, Ms. Pac-Man et Blinky le fantôme rouge.
Du point de vue technique, la borne d'arcade propose de sauvegarder la partie sur carte magnétique pour pouvoir reprendre le jeu plus tard.
Une suite nommée Mario Kart Arcade GP 2 est sortie fin 2007. Un dernier épisode est sorti en 2013, nommé Mario Kart Arcade GP DX.

## Système de jeu

### Personnages
il y a onze personnages jouables : 
Mario, Bowser, Peach, Wario, Luigi, Toad, Yoshi, Donkey Kong, Pac-man, Ms. Pac-Man et Blinky.

### Circuits
Les circuits sont inspirés du système de jeu classique de la série Mario Kart et des différents mondes issus de ses personnages. Trois modes de difficulté sont disponibles :
- 50 cm³ (difficulté : facile)
- 100 cm³ (difficulté : normal)
- 150 cm³ (difficulté : difficile)

| Coupe Mario     | Coupe DK       | Coupe Wario      | Coupe Pac-Man      | Coupe Bowser      | Coupe Arc-en-ciel  |
| --------------- | -------------- | ---------------- | ------------------ | ----------------- | ------------------ |
| Autoroute Mario | Jungle DK      | Ville Diamant    | Montagne Pac-Man   | Château de Bowser | Route Arc-en-ciel  |
| Plage Mario     | Ruines Bananes | Panique enneigée | Labyrinthe Pac-Man | Murs du Château   | Vallée Arc-en-ciel |